# 詹汝諧
詹汝諧（?—?），字南英，號緘甫。江蘇省揚州府高郵州（今高郵市）人，清朝政治人物、經學家，專長四書。

## 生平
詹汝諧為舉人詹肯堂次子，自幼聰慧，主動揣測與接受父母心意，舉止不同於一般人，認識者多器重詹汝諧。
嘉慶十三年（1808年）戊辰舉人，當時僅十歲左右。
嘉慶二十五年（1820年）庚辰科第二甲第七名進士出身，時年二十餘歲。閱卷官汪廷珍稱讚其答卷內經藝為樸學；見到詹汝諧平時纂輯的經注，深為讚許認可，說一時經學無出其右。
授刑部主事，按獄多平反，也不依徇同僚官員的意思，務求正視法典常規而作信確審判。充任國史實錄館纂修官，考訂舊書，凡有繕寫引證古書，全都一一辨析，同僚敬畏之。
差授監督漕倉，數次上陳〈倉漕管見十則〉。當事高官採行其建議之七項。
後差任天津坐糧廳坐收南糧，嚴禁賄賂，歷來科派陋規盡行裁汰，糧船多稱頌之。
卒年四十四。

## 著作
- 《文梓書屋經訓》
- 《四書參注》
- 《四書大注》
- 《四書後注》
- 《四書合注》
- 《駁案新例恭紀》